# Paniza
Paniza – gmina w Hiszpanii, w prowincji Saragossa, w Aragonii, o powierzchni 47,31 km². W 2011 roku gmina liczyła 758 mieszkańców.